# Mecas menthae
Mecas menthae är en skalbaggsart som beskrevs av Chemsak och Linsley 1973. Mecas menthae ingår i släktet Mecas och familjen långhorningar. Inga underarter finns listade i Catalogue of Life.